# Лотон, Нобби
Но́рберт Ло́тон (англ. Norbert Lawton; 25 марта 1940 — 22 апреля 2006), более известный как Но́бби Ло́тон (англ. Nobby Lawton) — английский футболист, выступавший на позициях инсайда и флангового хавбека в 1960-е и начале 1970-х годов.

## Биография
Уроженец Ньютон-Хит, Манчестер, Лотон выступал за школьную команду Ланкашира по футболу, а в 1956 году подписал любительский контракт с местным клубом «Манчестер Юнайтед». В 1957 году помог команде выиграть Молодёжный кубок Англии. Параллельно работал торговцем углём, но после мюнхенской катастрофы 1958 года, в которой погибло 8 футболистов «Юнайтед», Лотон подписал профессиональный контракт и сконцентрировался на футболе. Выступая за резервную команду клуба, он сильно простудился, после чего у него была диагностирована двусторонняя пневмония. Он даже временно утратил способность ходить и не играл «много месяцев». Однако впоследствии поправился и продолжил играть в футбол.
В основном составе «Манчестер Юнайтед» дебютировал 9 апреля 1960 года в матче против «Лутон Таун», сыграв на позиции левого инсайда. В сезоне 1961/62 сформировал связку с Бобби Чарльтоном на левом фланге атаки «Юнайтед». 26 декабря 1961 года сделал хет-трик в матче против «Ноттингем Форест». Изначально выступал в роли нападающего инсайда, однако затем Мэтт Басби использовал его в роли флангового хавбека. После перехода в «Юнайтед» Пата Креранда Лотон перестал попадать в основной состав, и в марте 1963 года был продан в клуб «Престон Норт Энд». Всего он провёл за «Манчестер Юнайтед» 44 матча и забил 6 мячей.
В сезоне 1963/64 помог «Престону» добраться до финала Кубка Англии. Вывел «Престон Норт Энд» на финальный матч с капитанской повязкой, но проиграл лондонскому клубу «Вест Хэм Юнайтед», капитаном которого был легендарный Бобби Мур. Был капитаном «Престона» на протяжении ещё трёх сезонов, но впоследствии из-за серии травм колена потерял место в основе и был продан в клуб «Брайтон энд Хоув Альбион» в сентябре 1967 года.
Выступал в составе «Брайтона» до 1970 года, после чего перешёл в клуб Четвёртого дивизиона «Линкольн Сити». Завершил профессиональную карьеру в 1972 году.
Впоследствии вернулся в Манчестер, где работал в упаковочной компании.
Был женат, у него было двое детей.
Умер от рака 22 апреля 2006 года.

## Статистика выступлений
| Клуб                     | Сезон            | Лига | Лига | Кубки | Кубки | Итого | Итого |
| Клуб                     | Сезон            | Игры | Голы | Игры  | Голы  | Игры  | Голы  |
| ------------------------ | ---------------- | ---- | ---- | ----- | ----- | ----- | ----- |
| Манчестер Юнайтед        | 1959/60          | 3    | 0    | 0     | 0     | 3     | 0     |
| Манчестер Юнайтед        | 1960/61          | 1    | 0    | 1     | 0     | 2     | 0     |
| Манчестер Юнайтед        | 1961/62          | 20   | 6    | 7     | 0     | 27    | 6     |
| Манчестер Юнайтед        | 1962/63          | 12   | 0    | 0     | 0     | 12    | 0     |
| Манчестер Юнайтед        | Итого            | 36   | 6    | 8     | 0     | 44    | 6     |
| Престон Норт Энд         | 1962/63          | 15   | 3    | 0     | 0     | 15    | 3     |
| Престон Норт Энд         | 1963/64          | 38   | 6    | 9     | 1     | 47    | 7     |
| Престон Норт Энд         | 1964/65          | 24   | 2    | 0     | 0     | 24    | 2     |
| Престон Норт Энд         | 1965/66          | 36   | 4    | 8     | 0     | 44    | 4     |
| Престон Норт Энд         | 1966/67          | 27   | 7    | 3     | 0     | 30    | 7     |
| Престон Норт Энд         | 1967/68          | 4    | 0    | 0     | 0     | 4     | 0     |
| Престон Норт Энд         | Итого            | 144  | 22   | 20    | 1     | 164   | 23    |
| Брайтон энд Хоув Альбион | 1967/68          | 22   | 2    | 1     | 0     | 23    | 2     |
| Брайтон энд Хоув Альбион | 1968/69          | 34   | 4    | 5     | 2     | 39    | 6     |
| Брайтон энд Хоув Альбион | 1969/70          | 39   | 2    | 7     | 1     | 46    | 3     |
| Брайтон энд Хоув Альбион | 1970/71          | 17   | 4    | 2     | 1     | 19    | 5     |
| Брайтон энд Хоув Альбион | Итого            | 112  | 12   | 15    | 4     | 127   | 16    |
| Линкольн Сити            | 1970/71          | 15   | 0    | 0     | 0     | 15    | 0     |
| Линкольн Сити            | 1971/72          | 5    | 0    | 1     | 0     | 6     | 0     |
| Линкольн Сити            | Итого            | 20   | 0    | 1     | 0     | 21    | 0     |
| Всего за карьеру         | Всего за карьеру | 312  | 40   | 44    | 5     | 356   | 45    |